# Lập thu
Lập thu (tiếng Hán: 立秋; bính âm: ‘‘lìqiū’’) là một trong 24 tiết khí của các lịch Trung Quốc, Việt Nam, Nhật Bản, Triều Tiên. Nó thường bắt đầu vào khoảng ngày 7 hay 8 tháng 8 dương lịch, khi Mặt Trời ở xích kinh 135° (kinh độ Mặt Trời bằng 135°). Đây là một khái niệm trong công tác lập lịch của các nước Đông Á chịu ảnh hưởng của nền văn hóa Trung Quốc cổ đại. Ý nghĩa của tiết khí này, đối với vùng Trung Hoa cổ đại, là Bắt đầu mùa thu.
Theo quy ước, tiết lập thu là khoảng thời gian bắt đầu từ khoảng ngày 7 hay 8 tháng 8 khi kết thúc tiết đại thử và kết thúc vào khoảng ngày 23 hay 24 tháng 8 trong lịch Gregory theo các múi giờ Đông Á khi tiết xử thử bắt đầu. Ở Nam bán cầu thì ngày này sẽ là lập xuân.
Lịch Trung Quốc, cũng như lịch ở các nước Đông Á cổ đại bao gồm Việt Nam, bị nhiều người lầm là âm lịch thuần túy, dẫn đến ngộ nhận về việc tiết khí nói chung và Lập thu nói riêng được tính theo chu kỳ của Mặt Trăng quay xung quanh Trái Đất. Trên thực tế lịch Trung Quốc cổ đại là một loại âm dương lịch, trong đó tiết khí, từ thời Hán Vũ Đế, đã được tính theo vị trí của Trái Đất trong chu kỳ chuyển động trên quỹ đạo xung quanh Mặt Trời. Theo cách tính hiện đại, với điểm xuân phân là gốc có kinh độ Mặt Trời bằng 0°, thì điểm diễn ra hay bắt đầu tiết Lập thu ứng với kinh độ Mặt Trời bằng 135°. Ngày bắt đầu tiết Lập thu do vậy được tính theo cách tính của dương lịch hiện đại và nó thông thường rơi vào ngày 7 hay 8 tháng 8 dương lịch tùy theo từng năm. Tiết khí đứng ngay trước Lập thu là Đại thử và tiết khí kế tiếp sau là Xử thử.